# Thomas Percival
Thomas Percival (né le 29 septembre 1740 à Warrington et mort le 30 août 1804 à Manchester) est un médecin anglais, réformateur de la santé, inventeur de l'expression « éthique médicale ». Il publie Medical Ethics (1803), un code des instituts et des préceptes, adapté à la conduite professionnelle des médecins et chirurgiens. 
Dédaigné ou ignoré en Angleterre et en Europe, ce texte exerce une profonde influence aux États-Unis. Thomas Percival devient l'inspirateur du premier code d'éthique professionnelle, le code d'éthique des médecins américains (première version de 1847). 
Il a été également un pionnier de santé publique et de santé au travail, avec la réglementation des usines à Manchester.

## Biographie

### Origine et formation
Thomas Percival est né à Warrington (Lancashire) le 29 septembre 1740, fils de Joseph Percival et de son épouse, Margaret Orred. Il perd ses deux parents à l'âge de trois ans, et il est élevé par sa sœur aînée. Il effectue ses premières études dans une école privée charitable de sa ville natale : la Sir Thomas Boteler Church of England High School de Warrington .
En 1757, il devient l'un des premiers étudiants de la Warrington Academy, un collège de dissidents anglais, fondé la même année. Il acquiert une bonne réputation dans les études classiques et théologiques sous la direction de John Aikin (en) (1713-1780) et du théologien et chimiste Joseph Priestley (1733-1804).
La loi anglaise de l'époque limite les droits civiques des unitariens et autres dissidents anglais, aussi Thomas Percival, devenu unitarien depuis l'âge de 17 ans, est interdit d'accès à l'Université de Cambridge comme à celle d'Oxford. Il doit poursuivre ses études supérieures ailleurs.
En 1761, il commence des études de médecine à l'Université d'Édimbourg. Il est alors en contact avec le milieu des Lumières écossaises où se forment aussi des médecins américains tels que Benjamin Rush et David Hosack.
Il termine ses études à l' Université de Leyde en Hollande où il obtient son doctorat en 1765. La même année, à l'âge de 25 ans, il devient membre de la Royal Society de Londres, grâce à une recommandation de son ami et protecteur Lord Hugh Willoughby de Parham (en) (1713-1765).

### Carrière
En 1767, il se marie avec la fille d'un riche marchand, Elizabeth Basnett. Il s'établit comme médecin à Manchester, où il devient, dans les années 1780, une figure dirigeante du Manchester Royal Infirmary. 

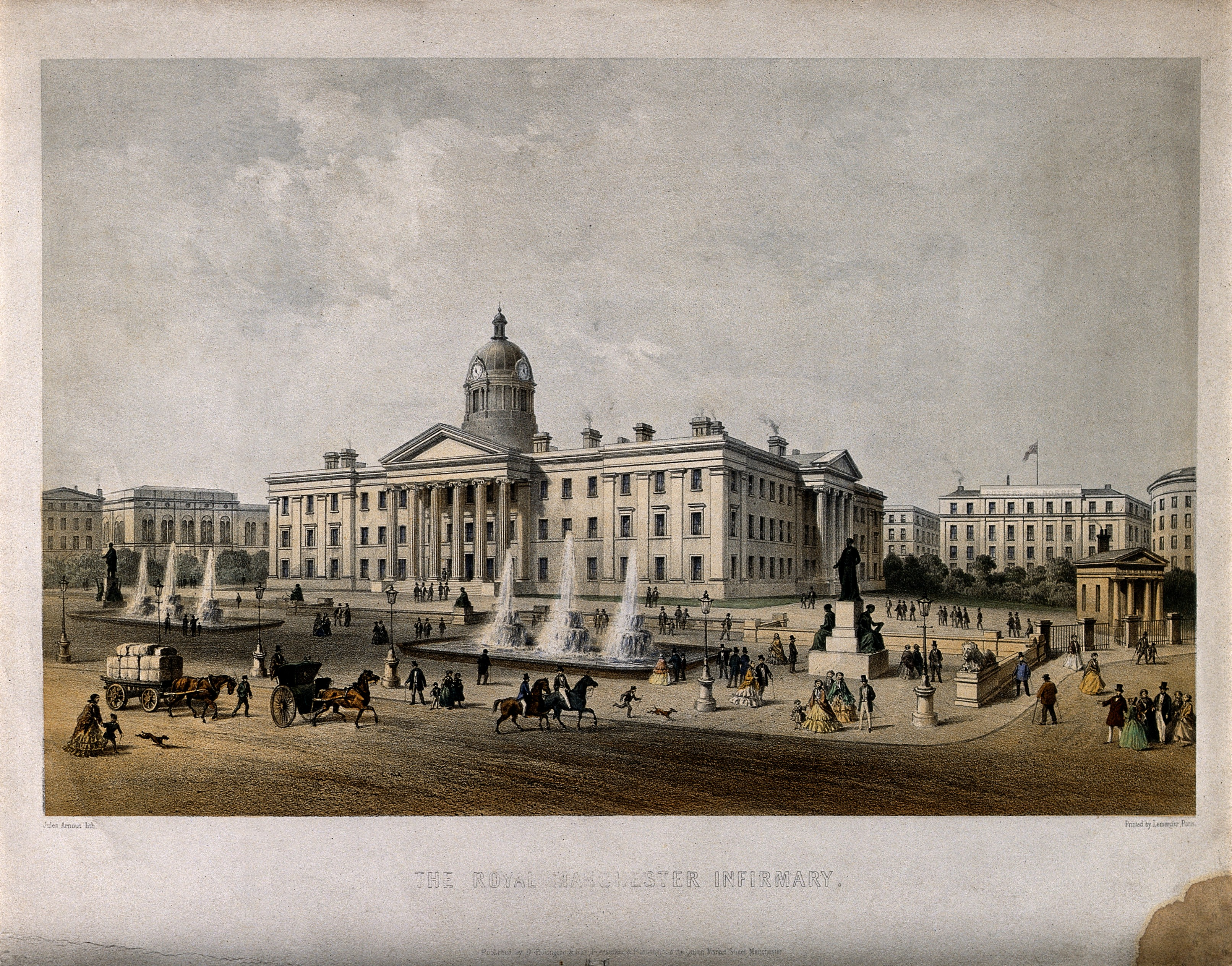
Le Royal Manchester Infirmary, lithographie de Louis-Jules Arnout.

Il est membre fondateur de la Manchester Literary and Philosophical Society, et son président de 1782 à 1804. Il est élu à la Royal Society of Edinburgh en 1787. 
Adepte de la tolérance, ses relations amicales sont multiples et variées : c'est un proche des grands médecins anglais de son temps tels que John Hunter ou William Heberden, il correspond avec Benjamin Franklin, Voltaire, Diderot et d'Alembert. 
Dans les années 1790, la situation de Thomas Percival devient politiquement dangereuse, car les Britanniques sont en guerre avec la France révolutionnaire, et les dissidents anglais sont considérés comme des traîtres. En juillet 1791, des émeutiers brûlent des centres unitariens, dont la maison et le laboratoire de Joseph Priestley, son ami et ancien maître, qui doit s'enfuir et émigrer en Amérique.
C'est dans ce contexte qu'il rédige, à partir de 1793, son œuvre principale Medical Ethics publiée en 1803, un an avant sa mort. Elle est considérée comme une affirmation de l'idéalisme des Lumières face à la répression politique.
Il est mort à Manchester le 30 août 1804 et est enterré à l'église de Warrington.
Les manuscrits et archives de Thomas Percival ont été détruits sous les bombardements de Manchester en 1941, aussi il est difficile pour les historiens de retracer son itinéraire intellectuel conduisant à la parution de Medical Ethics (1803). Toutefois son fils a publié une partie de sa correspondance sous le titre The Works en 1807.

## Travaux
Ses publications reflètent l'histoire de sa vie, en s'articulant sur cinq thèmes reliés entre eux : famille et communauté sociale (lorsqu'il se marie et s'installe), éducation (lorsqu'il devient père), religion (ses amis unitariens), santé publique  (au faîte de sa carrière médicale), réforme morale et politique (évènements des années 1790).  

### Éthique médicale
En 1791, Percival est sollicité par la Manchester Royal Infirmary pour régler un conflit interne entre les différentes branches de la profession – médecins, chirurgiens et apothicaires – avec leurs différents parcours de formation (université, hôpital et apprentissage respectivement),. 
Sa personnalité, ses fonctions hospitalières et son intérêt pour les questions sociales, ont conduit à l'élaboration d'un plan de conduite professionnelle relatif aux hôpitaux et autres organismes de bienfaisance à partir duquel il a rédigé le code qui porte son nom. Ces textes éthiques de la dernière partie de sa vie sont aussi un bilan professionnel personnel et un legs à ses deux fils étudiants en médecine, James en 1792 et Edward en 1803.
À partir de 1792, le texte initial et précurseur de son œuvre majeure est diffusé en privé sous le titre Medical Jurisprudence. Ce projet est abandonné vers 1793, probablement à la suite du décès de son fils aîné James. À la demande de ses collègues, il reprend son texte pour le publier en 1803, dans une édition augmentée sous un nouveau titre Medical Ethics, à l'occasion de l'entrée en médecine de son plus jeune fils Edwards,.
Medical Ethics ne se présente pas comme un code rédigé de façon systématique, sa rédaction relève du genre du discours. Il se compose de quatre parties, avec une préface et des notes :
1. Conduite professionnelle à l'hôpital et autres lieux de charité médicale.
2. Conduite professionnelle en pratique générale ou privée.
3. Conduite des médecins envers les apothicaires.
4. Devoirs professionnels dans des circonstances requérant la connaissance de la Loi.

L'œuvre est inachevée, Thomas Percival, devenu aveugle, meurt en 1804. Deux autres parties étaient prévues : « sur les pouvoirs, privilèges, honneurs et honoraires des médecins de la Faculté », et « sur le caractère politique, moral et religieux des médecins ».
Percival souligne la noblesse du statut de médecin qui doit savoir allier l'autorité et la condescendance (paternalisme), dans un esprit de responsabilité en faisant preuve de tact. Il insiste sur le devoir d'essayer de nouveaux remèdes mais de « façon scrupuleuse, gouvernée par la conscience et la saine raison », tout en demandant l'avis de ses pairs. Il pointe le besoin de « registres hospitaliers » (observation du malade dans un dossier) et de réunions collectives pour contrôler et améliorer les travaux de soins. 
Il plaide pour une nouvelle éthique respectant le secret et la confidentialité, surtout pour les femmes (naissances illégitimes). Il considère l'avortement provoqué comme un crime, quel que soit le stade de la grossesse, arguant que le fœtus même inanimé (premier trimestre) est une créature vivante indépendante. 
Il est pour la limitation du rôle du clergé auprès des malades hospitalisés, et prône l'utilisation de sédatifs (comme le laudanum) pour les mourants.

### Autres
En 1768, il est confronté au problème de la variolisation de son propre enfant, il se montre embarrassé sur cette question. En 1773, il propose une réforme du recueil des données sur la variole et son inoculation. Lorsque ses enfants grandissent, il publie un traité d'éducation A Father's Instructions to his Children ou « Leçons d'un père pour ses enfants », présentées sous forme de contes . Il s'agit d'un livre de morale destiné aux enfants, avec un grand succès de librairie (plusieurs éditions à partir de 1775).
Il occupe une place importante dans l'histoire de l'épidémiologie pour son analyse des Bills of Mortality (registres de décès) publiée en 1770, et débattue les années suivantes. Il considère que leurs données sont insuffisantes, en demandant des informations sur l'âge, le sexe, la naissance, le mariage et les maladies présentées. 
Thomas Percival est également connu comme un précurseur de la santé et sécurité au travail, l'Angleterre étant la première nation à faire sa révolution industrielle. Il a dirigé, avec John Ferriar (en) (1761-1815), un groupe de médecins, le Manchester Board of Health, pour étudier par des méthodes statistiques, les effets de l'industrialisation sur les ouvriers (surtout les enfants). En particulier les épidémies de typhus ou de typhoïde, survenant dans les filatures de coton, dans des ateliers clos et surpeuplés.
Leur rapport a influencé Robert Peel pour introduire la loi de 1802 Pauper Apprentice Act sur la santé et la moralité des apprentis,. Cette législation stipule que les enfants ne peuvent travailler plus de 12 heures par jour, les locaux doivent être nettoyés et ventilés, avec des contrôleurs-inspecteurs visitant les usines, mais ceci ne sera véritablement appliqué qu'à partir de 1832 avec le Factory Act.
Il est aussi un militant anti-esclavagiste, correspondant en 1793 avec Thomas Gisborne, prêtre anglican, sur leurs travaux respectifs.
On lui attribue l'introduction de l'huile de foie de morue en Angleterre, pour traiter des maladies chroniques débilitantes de l'enfance comme le rachitisme.  

## Postérité
Son Medical Ethics est dédaigné ou ignoré en Angleterre, comme dans le reste de l'Europe, mais rapidement repris aux États-Unis, par les unitariens américains, puis en Australie et au Canada. 
Au début du XIXe siècle, le développement des États-Unis suscite une demande de service médicaux, mal satisfaite à cause de la faiblesse du système universitaire, et d'un manque de médecins bien formés. Le pays souffre d'une concurrence sauvage, de moralité douteuse, entre praticiens légaux ou illégaux,. 
La première société médicale américaine à adopter un code de « police médicale » est l'Association des médecins de Boston en 1808, qui reprend les principes de Percival. Plusieurs associations médicales font de même, dont une confrérie secrète fondée par des étudiants en médecine la Kappa Lambda Society. Lorsque les médecins américains se rassemblent en 1847 au sein de l' American Medical Association (AMA), un code d'éthique (dit « percivalien ») est adopté la même année, sur la base des codes précédents. Ce code sera plusieurs fois discuté et révisé. 
Ce code de l'AMA, qui introduit les concepts modernes de profession et d'éthique professionnelle, est traduit en de nombreuses langues (français, allemand, japonais...). Il influence en partie des sociétés médicales allemandes qui se dotent de codes professionnels tels que le code de Munich (1875) ou le code de Karlsruhe (1876) pour se protéger des praticiens irréguliers.  
D'autres pays européens, plutôt influencés par Jeremy Bentham (1748-1832) créateur du terme déontologie, préfèrent discuter en termes de déontologie médicale, plutôt que d'éthique médicale, et n'adopteront de tels codes qu'au cours du XXe siècle. Par exemple, avant la seconde guerre mondiale, les médecins britanniques ont longtemps préféré le Gentlemen's club, et les médecins français le syndicalisme médical pour régler des problèmes d'éthique professionnelle.  
Sur son site, l'AMA déclare de façon hyperbolique : « La contribution la plus significative à l'histoire de l'éthique médicale occidentale après Hippocrate a été apportée par Thomas Percival, médecin, philosophe et écrivain anglais », par ailleurs « le code percivalien affirmait l'autorité morale et l'indépendance des médecins au service des autres, affirmait la responsabilité de la profession de soigner les malades et mettait l'accent sur l'honneur individuel ».

## Controverses
Thomas Percival est unanimement reconnu comme le créateur de l'expression Éthique médicale, mais dont la signification exacte reste discutée par les historiens américains. Par exemple sur le fait de savoir s'il peut être considéré ou non comme un précurseur de ce qui sera la bioéthique.

### Révolution «percivalienne»?
Percival est l'un des premiers à percevoir l'insuffisance de l'éthique individuelle du médecin gentleman (honneur, prudence, tempérance...) confrontée à une nouvelle médecine hospitalière, où les disputes professionnelles pouvaient aller jusqu'au pamphlet injurieux, voire au duel.
Thomas Percival est ici un représentant des Lumières. Il innove en se plaçant sur un terrain professionnel, la morale médicale ne relève plus seulement  des vertus du médecin en tant que personne, mais aussi et surtout de ses devoirs en tant que professionnel. Par exemple la vertu de sympathie envers le patient doit être un devoir d'empathie, une obligation de respect, une attention « envers le ressenti et les émotions des patients, pas moins que de leurs symptômes ».
Percival insiste sur le rôle social du médecin, en prenant pour référence principale le De officiis de Cicéron, où le devoir est relié à la fonction (service aux autres, à la société). Il inverse le point de vue de Cicéron, où la qualité des personnes fait la valeur d'une fonction : tout au contraire, c'est l'adéquation aux valeurs standards de sa profession qui font de chaque médecin, un gentleman (valeur et dignité) car noblesse oblige (en français dans le texte).  
Il s'appuie aussi sur Francis Bacon (1561-1626) « tout homme est débiteur à l'égard de sa profession » et sur John Locke (1632-1704) selon lequel tous les membres d'une même profession sont unis par une « entente tacite » (tacit compact) ou « esprit de corps » (en français dans le texte).
Son Medical Ethics s'inscrit dans un contexte particulier (agitation socio-politique, philosophique et religieuse, du début de l'ère industrielle). Percival utilise indifféremment les termes medical ethics et professional ethics, pour des visées pratiques et sociales. Son texte préfigure un code de déontologie, où l'on retrouve les notions modernes de profession éduquée, régulée, avec sa propre morale, ayant la confiance du public et à son service. 
Le Medical Ethics est alors jugé révolutionnaire, offrant aux médecins une nouvelle conception d'eux-mêmes, et de leurs obligations morales.  

### Préservation d'un statu quo?
Un courant historique, inspiré par des théories sociologiques, considère au contraire que Thomas Percival est un conservateur, ne faisant que poursuivre une tradition. En 1927, un auteur comme Chauncey Leake (1896-1978) vise à démontrer que Medical Ethics n'est qu'un discours de parade, servant à camoufler des intérêts et des privilèges professionnels. Si Percival fait sincèrement de son mieux pour promouvoir la dignité de la profession médicale, son texte n'est pas construit sur une éthique (discipline philosophique), mais sur une étiquette (règles de bienséance).
Ce point de vue est repris aux États-Unis à partir des années 1970, dans un contexte polémique particulier, celui des prises de positions de l'AMA concernant des problèmes de société (assurances sociales, sujets de bioéthique...). Dans une approche relativiste, la référence « Percival » de l'AMA est interprétée comme une défense corporatiste d'un monopole médical, non représentative de la société dans son ensemble (incompatible avec la démocratie sanitaire).
Cette approche « délégitimante » est elle-même contestée par l'apparition de la bioéthique comme discipline universitaire internationale. Une approche historique classique considère que Percival est bien un pionnier qui anticipe nombre de garde-fous sur des sujets modernes de bioéthique. Réduire  Medical Ethics à un manuel de bienséance ne serait pas défendable,. Cependant, il existe bien un clivage persistant et une controverse (éthique/étiquette) qui se poursuit au début du XXIe siècle.

### Domaine à défricher
Les controverses autour de Thomas Percival se situent au carrefour de l'histoire, de la philosophie et de la médecine. L'histoire des sciences est déjà partagée entre deux approches : internaliste ou externaliste. L'histoire de l'éthique médicale doit aussi naviguer en évitant de nombreux écueils tels que : le  présentisme (jugement anachronique du passé par le présent), l'essentialisme (éthique éternelle ou intemporelle), le traditionalisme (légitimer le présent ou une action future par référence et révérence à une autorité du passé). 
Thomas Percival est un cas exemplaire de « médecin éthicien » effectuant un travail philosophique (Cicéron, Bacon, Locke...) sur sa profession ; mais  avec  l'avènement de la bioéthique à la fin du XXe siècle, l'éthique médicale n'est plus l'affaire des seuls médecins. De plus, une histoire complète de l'influence de la philosophie sur l'éthique médicale reste encore à écrire.
Ce domaine de recherches reste un champ ouvert. Des questions se posent sur l'apport de Thomas Percival (légitimité de l'appropriation et utilisation de concepts philosophiques par un médecin), et sur l'influence d'un discours philosophique sur la pratique médicale. Robert Baker donne en contre-exemple de Thomas Percival, celui de l'allemand Alfred Hoche (1865-1943), médecin éthicien qui s'inspire de Platon et de Nietzsche pour justifier la notion d'« existence sans valeur » (lebensunwertes Leben) dont la prolongation de la vie serait contraire à l'éthique.
Très débattue en Amérique du nord, l'œuvre de Thomas Percival reste méconnue ou négligée en Europe.